# Lars Felgner
Lars Felgner (* 1972 in Bielefeld) ist ein deutscher Universitätslektor, Translatologe und Übersetzer, der in Slowenien lebt.

## Werdegang
Felgner studierte Allgemeine Rhetorik, Kulturwissenschaft und Pädagogik an den Universitäten Tübingen und Wien sowie an der San Francisco State University. 2001 schloss er das Studium mit einer Arbeit zum Thema Ethische Aspekte unternehmerischer Public Relations ab. 2015 promovierte er an der Universität Ljubljana im Bereich Dolmetschwissenschaft mit der Arbeit Die Bedeutung kinesischer und prosodischer Aspekte im gedolmetschten medizinischen Gespräch.
Felgner lebt seit 2002 in Slowenien, wo er Deutsch als Fremdsprache und Rhetorik unterrichtet sowie als Übersetzer tätig ist. Seit 2010 ist er Lektor an der Abteilung für Germanistik mit Nederlandistik und Skandinavistik der Universität Ljubljana. Seine Forschungsgebiete sind Rhetorik, nonverbale Kommunikation und Kommunaldolmetschen.
Als Übersetzer liegt sein Schwerpunkt auf slowenischer Sachliteratur. Zu den von ihm übersetzten Autoren gehören u. a. Jakob J. Kenda, Igor Grdina und Jernej Mlekuž. 

## Publikationen (Auswahl)

### Übersetzungen
- Igor Grdina: Prešeren, Politik und Poesie. Ljubljana: Slowenische National- und Universitätsbibliothek, 2023. Mit Ann-Catrin Bolton.
- Jakob J. Kenda: Transversale. Reiseroman. Klagenfurt/Celovec: Drava, 2023.
- Jakob J. Kenda: Appalachian Trail. 3500 Kilometer Berge und Amerika. Klagenfurt/Celovec: Drava, 2022.
- Jernej Mlekuž: Kalorien und Nationalstolz oder Wie die Krainer Wurst zur Entstehung der slowenischen Nation beitrug. Wien: Lit-Verlag, 2022.
- Franc Sever-Franta: Momente der Entscheidung. Wien: bahoe books, 2022.
- Nejc Zaplotnik: Der Weg. Zürich: AS-Verlag, 2020.
- Leon Stefanija: Sisyphusartig schön. Porträt des Komponisten Uroš Rojko. Wien: Hollitzer, 2018.

### Wissenschaftliche Monographien
- Nonverbale Kommunikation beim medizinischen Dolmetschen. Berlin: Frank & Timme, 2017.